# 원굉도

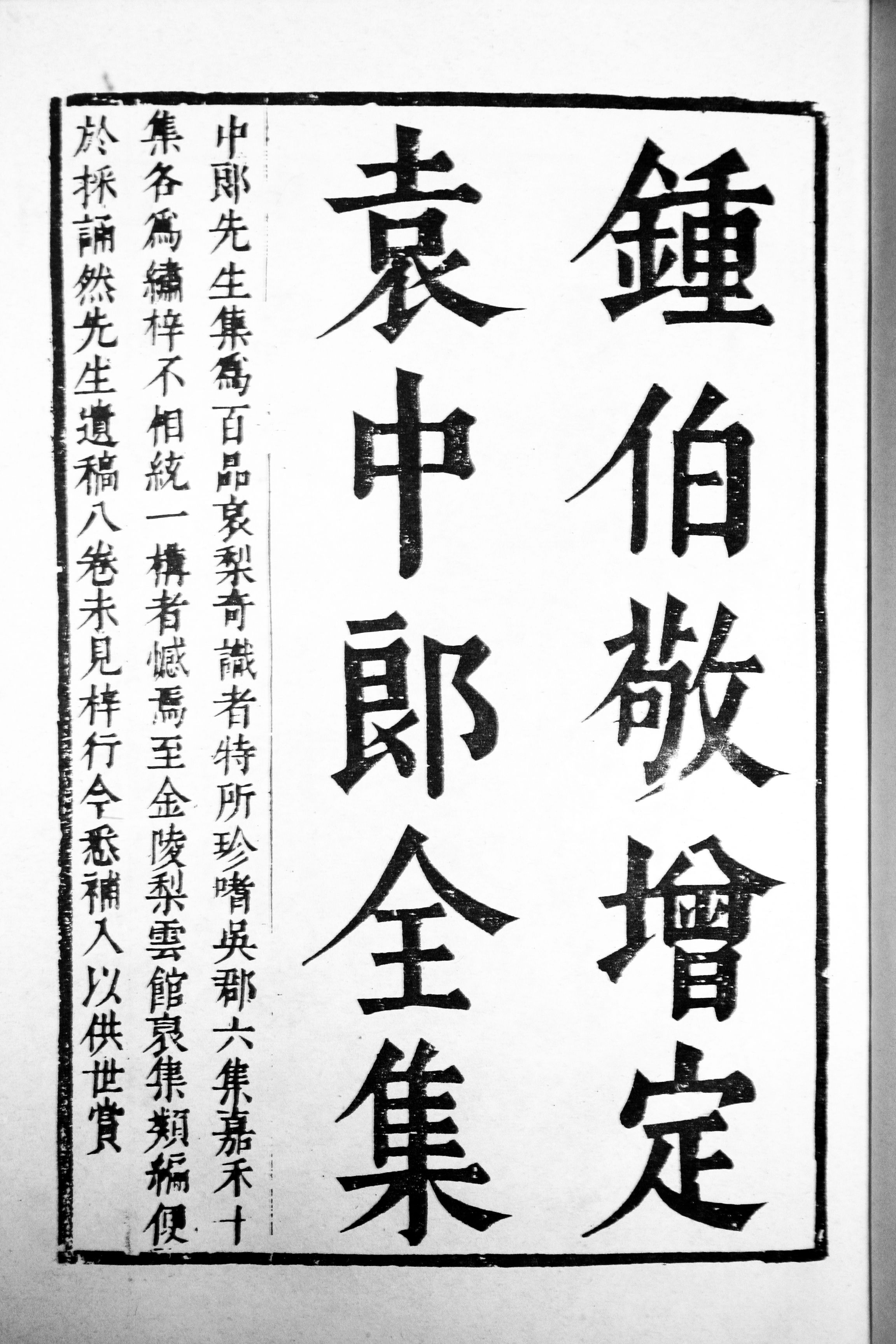

원굉도(袁宏道, 1568년 ~ 1610년)는 중국 명말의 문인이다. 자는 중랑(中郞), 호는 석공(石公). 후베이(湖北) 공안(公安) 사람. 만력(萬曆) 20년(1592)의 진사. 형인 종도(宗道), 아우인 중도(中道)와 함께 공안파로 불린다.
명나라 중기부터 문단을 지배하고 있던 전·후 7자 등 복고파의 형식주의에 반해서, 언어문학은 시대와 함께 변화되어야 하며, 또한 문학에서는 무학(無學)인 부녀자나 어린아이의 순수하고 자연스러운 마음의 발로야말로 숭고한 것이며, 의고파와 같이 고전의 자구(字句)를 표절, 형식만 옛사람을 닮은 것이 아니라 자유로운 개성을 살려야 한다고 주장했다. '성령설'이라고 불리는 그의 문학론은 후세에까지 영향이 컸고, 이것은 그들 형제의 스승인 이탁오(李卓吾, 양명학 좌파)의 반전통주의 사상의 문학상의 반영이라고 하겠다. 그러나 그의 작품에는 스승의 반체제적인 사상은 계승되지 않았고, 문인으로서의 취향이 강하고 시보다도 산문에서 청신하고 개성적인 경지를 개척하고 있다. 1930년대에 주작인(周作人) 등이 '소품문(小品文)' 운동을 일으켰을 때 이러한 면에서 재평가되었다.